# Eroii monumentelor
Eroii monumentelor (titlu original: The Monuments Men) este un film americano-german de război din 2014 regizat de George Clooney. În rolurile principale joacă actorii George Clooney, Matt Damon, Bill Murray, John Goodman, Jean Dujardin, Bob Balaban, Hugh Bonneville și Cate Blanchett.

## Prezentare
Filmul prezintă povestea a 7 directori de muzeu, artiști și istorici de artă, bătrâni și nepregătiți de luptă, care au mers pe front în al doilea război mondial pentru a salva capodoperele artistice ale lumii de naziști și pentru a le da înapoi proprietarilor acestora.

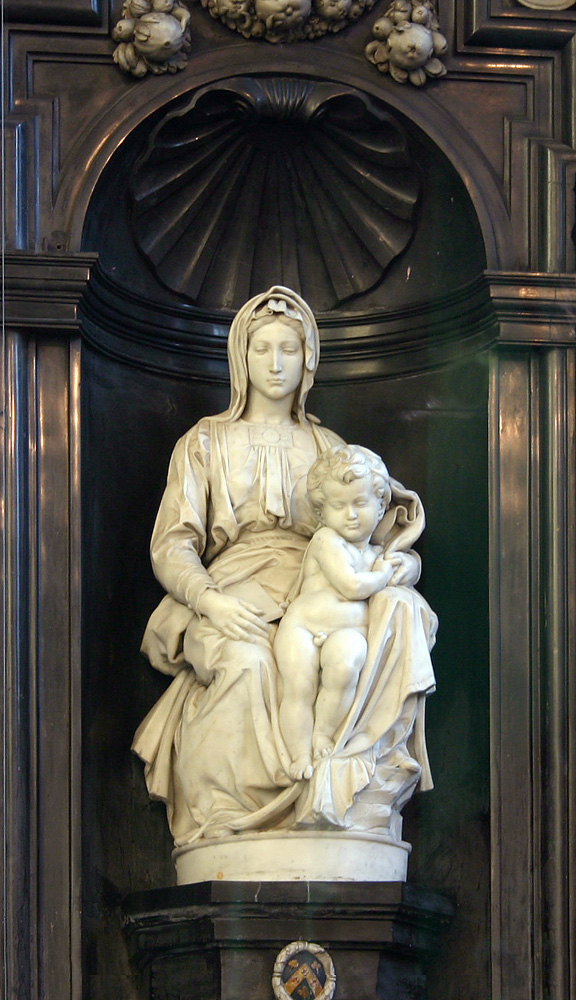
Madonna din Bruges de Michelangelo

„Am plecat din Altaussee cu vreo 3.000 de opere, inclusiv iconostasul din Gent și Madonna din Bruges”—Min. 106

## Distribuție
- George Clooney ca Lt. Frank Stokes, vag bazat pe viața lui George L. Stout
  - Nick Clooney ca Stokes în vârstă (în scena finală a filmului)
- Matt Damon ca Lt. James Granger,  vag bazat pe James Rorimer
- Bill Murray ca Sgt. Richard Campbell,  vag bazat pe Ralph Warner Hammett și Robert K. Posey
- John Goodman ca Sgt. Walter Garfield,  vag bazat pe Walker Hancock
- Jean Dujardin ca Lt. Jean Claude Clermont
- Bob Balaban ca Pvt. Preston Savitz,  vag bazat pe Lincoln Kirstein
- Hugh Bonneville ca Lt. Donald Jeffries,  vag bazat pe Ronald E. Balfour
- Cate Blanchett ca Claire Simon,  vag bazat pe Rose Valland
- Sam Hazeldine ca Colonel Langton
- Dimitri Leonidas ca Sam Epstein,  vag bazat pe Harry L. Ettlinger